# ای‌ای‌آر
ای‌ای‌آر (انگلیسی: AAR) شرکت هوانوردی آمریکایی است، که در سال ۱۹۵۵ تأسیس شد.